# نمادي سامبو
محمد نمادي سامبو (بالإنجليزية: Namadi Sambo)‏ (ولد 1954 م) هو نائب الرئيس النيجيري غودلك جونثان.

## المصدر
1. ↑  مناسبات - الاقتصادية نسخة محفوظة 04 مارس 2016 على موقع واي باك مشين.